# Tadeusz Strugała

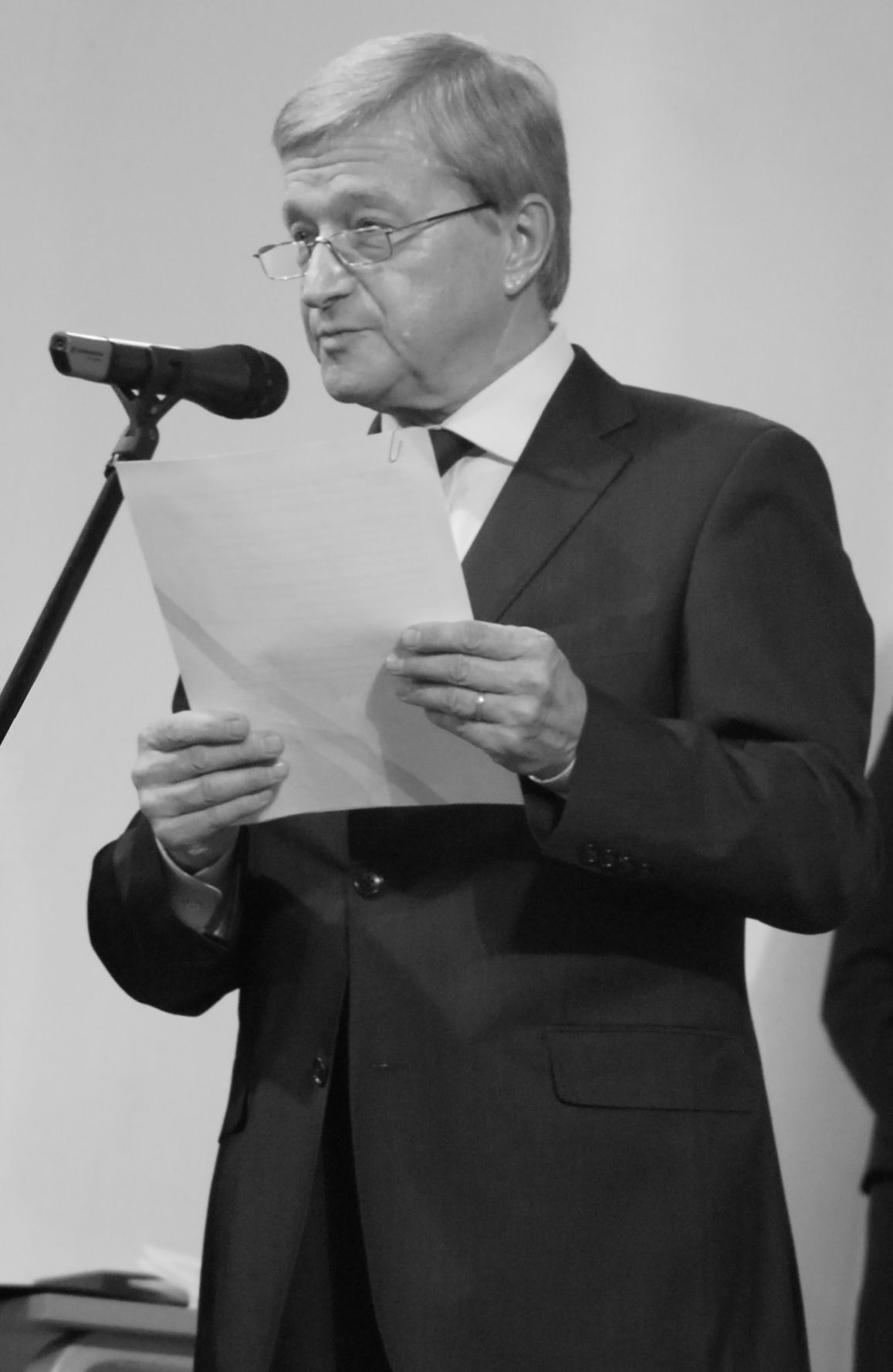
Tadeusz Strugała (2007)

Tadeusz Strugała (* 10. Februar 1935 in Katowice) ist ein polnischer Oboist, Dirigent und Musikpädagoge.

## Leben und Wirken
Strugała studierte an der Staatlichen Musikhochschule in Breslau Musiktheorie, Komposition und Dirigieren bei Adam Kopyciński und setzte seine Ausbildung in Weimar bei Arvīds Jansons und in Venedig bei Franco Ferrari fort. Von 1954 bis 1957 war er Oboist im Sinfonieorchester von Breslau, von 1960 bis 1964 Dirigent des Staatlichen Sinfonieorchesters Opole. Von 1964 bis 1980 leitete er dann das Sinfonieorchester Breslau. Daneben war er 1975–76 Direktor und künstlerischer Leiter des Rundfunksinfonieorchesters Katowice und von 1977 bis 1979 Generalmusikdirektor des Sinfonieorchesters von Ankara.
1979 zählte er zu den Gründern des Kammerorchesters Leopoldinum, dessen erster Leiter er wurde. Von 1979 bis 1990 war er stellvertretender künstlerischer Leiter und Dirigent der Nationalphilharmonie Warschau, daneben von 1981 bis 1986 Dirigent des Krakauer Philharmonieorchesters. In der Saison 1989–90 hatte er die Position des Generalmusikdirektors des Nationalen Sinfonieorchesters in Istanbul inne, danach war er bis 1993 Dirigent des Rundfunksinfonieorchesters in Warschau. Als Ständiger Gastdirigent arbeitete er von 1994 bis 2001 mit den Prager Sinfonikern. Von 1998 bis 2006 leitete er das Chopin-Festival im österreichischen Gaming.
Als Gastdirigent trat Strugała mit etwa 120 polnischen und internationalen Sinfonieorchestern auf. Er arbeitete mit namhaften Solisten wie Krystian Zimerman, Maurice André, Victoria de los Angeles, Martha Argerich, Stefan Askenase, Emanuel Ax, Gina Bachauer, Paul Badura-Skoda, Yuri Bashmet, Rudolf Buchbinder und Pierre Fournier, Bruno Leonardo Gelber, Natalia Gutman, Ida Haendel, Steven Isserlis, Byron Janis, Oleg Kagan, Louis Kentner, Elisabeth Leonskaja, John Lill, Zara Nelsova, Garrick Ohlsson, Michael Ponti und Robert Cohen zusammen. Neben Kompositionen der Wiener Klassik und der Romantik liegt der Schwerpunkt seines Repertoires auf Werken zeitgenössischer polnischer Komponisten wie Grażyna Bacewicz, Tadeusz Baird, Henryk Mikołaj Górecki, Wojciech Kilar, Witold Lutosławski, Roman Maciejewski, Christopher Meyer, Zygmunt Mycielski, Roman Palester, Andrzej Panufnik, Krzysztof Penderecki, Piotr Perkowski, Karol Szymanowski, Aleksander Tansman und Romuald Twardowski.
Mehr als 20 Jahre – von 1954 bis 1975 – war Strugała Dozent an der Musikakademie Breslau, danach unterrichtete er an der Musikhochschule in Krakau. Außerdem gab er Meisterkurse in Hongkong und Tokio und wirkte als Juror bei internationalen Dirigentenwettbewerben. Für seine Verdienste wurde er u. a. mit dem Ritter-, dem Offiziers-, dem Komturkreuz und dem Komturkreuz des Orden Polonia Restituta, der Goldmedaille „Gloria Artis“ und einem Ehrendoktortitel der Musikhochschule Breslau geehrt.